# 戦争研究所
戦争研究所（Institute for the Study of War、ISW）は、2007年にキンバリー・ケーガンによって設立されたアメリカ合衆国を拠点とするシンクタンクであり、防衛と外交政策に関する問題についての調査と分析を提供している。ISWはシリア内戦、アフガニスタン紛争、イラク戦争について、「多様な紛争地帯における軍事作戦、敵の脅威、政治動向に焦点を当てた」報告書を作成した。現在、2022年ロシアのウクライナ侵攻に関する日報を発表している。
ISWは、イラク戦争とアフガニスタン紛争の停滞に対応して設立され、防衛請負業者のグループからコア資金が提供された、ウェブサイトのミッション・ステートメントによると、ISWは、「進行中の軍事作戦と反乱軍の攻撃に関する、政府に依存しないリアルタイムのオープンソース分析」を提供することを目的としている。ISWは現在、非営利団体として運営されており、ジェネラル・ダイナミクスを含む軍需産業からの寄付によってサポートされている。本部はワシントンDCにある。
ISWは一般的に、タカ派の外交政策を提唱し、民主主義防衛財団やブラッドリー財団などの保守的な組織からの寄付を受け入れている。

## 政治的立場
ISWは一般的に、国際紛争への米軍の関与を増やすことを提唱している。彼らの政治的立場は、戦車や兵器システムの製造などのISWの資金提供者の事業上の利益と一致する傾向がある。
2010年5月25日、ケーガンは、イラク大使のSamir Sumaidaieとブルッキングス研究所の上級フェローのケネス・ポラックからの発言を含むイラクの政治危機に焦点を当てたキャピトル・ヒルのブリーフィングに参加した。ケーガンはまた、マイケル・オハンロンと共に「Prospects for Afghanistan's Future: Assessing the Outcome of the Afghan Presidential Election」（アフガニスタンの将来の見通し：アフガニスタン大統領選挙の結果の評価）と題されたブルッキングス研究所のイベントに参加した。
ISWは、シリア紛争に対するオバマ政権とトランプ政権の両方の政策を批判し、よりタカ派のアプローチを提唱した。 2013年、ケーガンは、「アサドをきっかけに米国に友好的な国家が出現する」ことを期待して、「穏健な」反政府勢力に武器と装備を供給するよう求めた。 2017年、ISWのアナリストであるクリストファー・コザックは、シャイラト空軍基地攻撃でドナルド・トランプ大統領を称賛したが、「抑止力というのは永続的な状態であり、1時間の攻撃パッケージではない」と述べ、さらなる攻撃を提唱した。2018年、ISWのアナリストであるジェニファー・カファレラは、アサド政権に対する攻撃的な軍事力の使用を求める記事を発表した。

## 組織
ISW理事会には、ジャック・キーン大将、キンバリー・ケーガン、元米国連大使ケリー・クラフト、ウィリアム・クリストル、元米国上院議員ジョセフ・I・リーバーマン、ケビン・マンディア、ジャック・D・マッカーシー・ジュニア、ブルース・モスラー、デヴィッド・ペトレイアス大将、ウォーレン・フィリップス、ウィリアム・ロベルティが含まれる。ISWの企業評議会の元および現在のメンバーには、レイセオン、マイクロソフト、パランティア、 ゼネラルモーターズ、ジェネラル・ダイナミクスおよびカークランド＆エリスが含まれる。

## 調査
ISWの調査は、イラクプロジェクト、アフガニスタンプロジェクト、中東安全保障プロジェクトの3つの主要なカテゴリに分けられる。

### アフガニスタンプロジェクト
ISWのアフガニスタンプロジェクトは、敵のネットワークを混乱させ、住民の安全を確保するアフガニスタンと連合軍の作戦の効果を監視・分析する一方で、2010年のアフガニスタン大統領選挙の結果を評価する。
アフガニスタンプロジェクトは、アフガニスタンの主要な敵勢力、具体的には、クエッタ・シューラ ターリバーン、ハッカーニ・ネットワークおよびヒズべ・イスラミ・ヘクマティアル派に引き続き焦点を当てている。
2010年、ISWの研究者は、ISAFのアフガニスタン戦略における汚職と地元の陰の実力者の使用の問題を理解することに関して米国議会で証言した。

### イラクプロジェクト

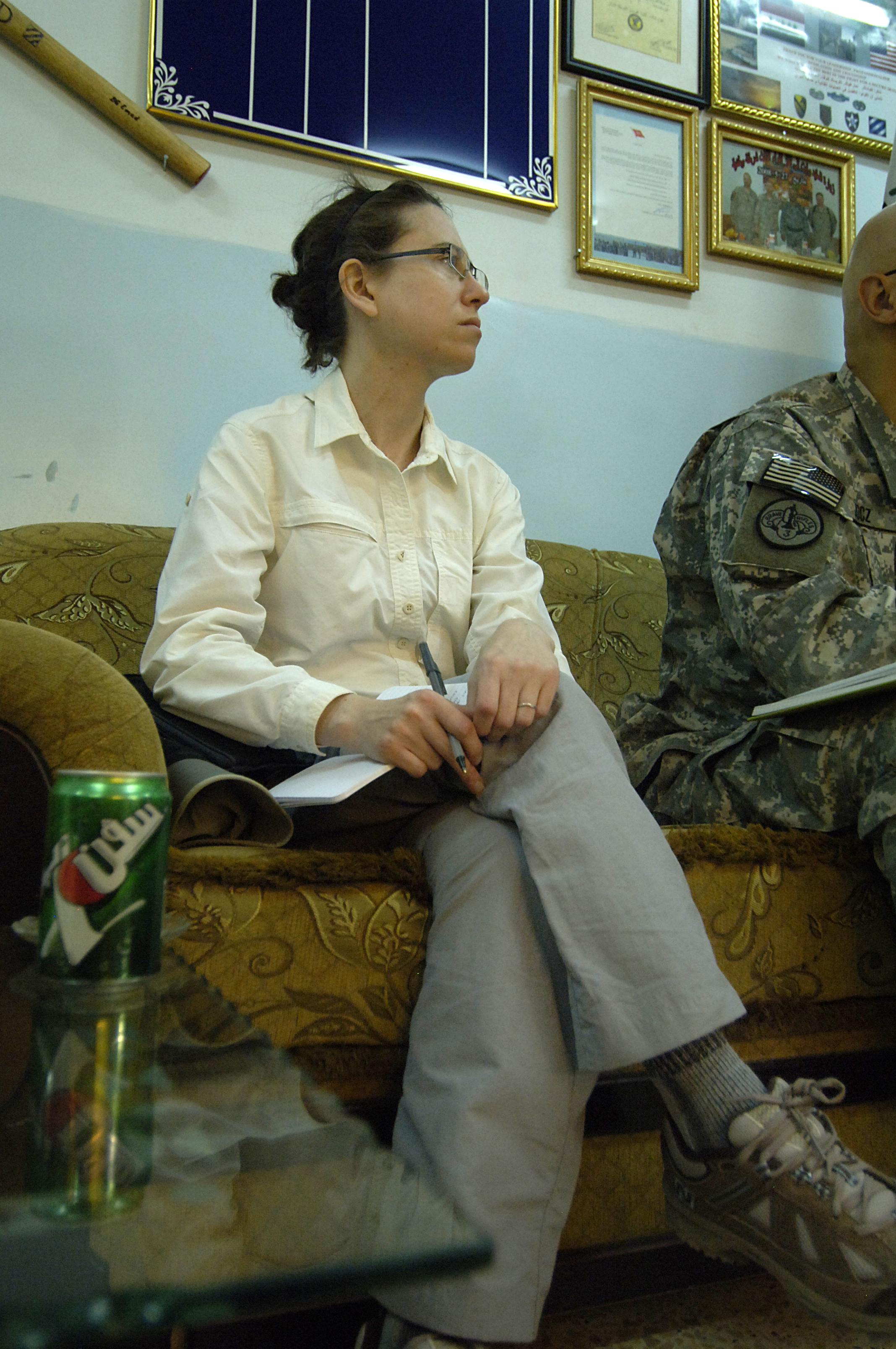
イラクのキンバリー・ケーガン（2008年）

ISWのイラクプロジェクトは、イラク国内の変化する安全保障と政治的ダイナミクスを監視・分析する完全に文書化された報告書を作成している。イラクでの軍事作戦が終了し、米軍が全面撤退した後、ISWは現在、イラクで行われている安全保障と政治的ダイナミクスに関する研究に焦点を合わせている。

#### The Surge: The Untold Story
ISWのケーガン所長は、イラクでの「サージ」（増派）戦略を支持したことで注目され、より一般的に再構築されたアメリカの軍事戦略を主張した。 ISWが共同制作した『The Surge：The Untold Story』は、2007年と2008年の軍隊のサージ中のイラクでの米軍作戦の歴史的説明を提供する。ドキュメンタリーとして、同作は米軍司令官や外交官、そしてイラク人が語った、イラクでのサージの物語を観客に紹介する。
映像では、人口中心地での対反乱作戦アプローチの一部としてのイラクのサージを記録しており、その実施を担った以下に挙げる多くの最高司令官と他の人々を特集している：ジャック・キーン大将（退役）、デヴィッド・ペトレイアス大将、ライアン・クロッカー大使、レイモンド・オディエルノ大将、ナシエ・アバディ大将（イラク）、ピーター・マンスール大佐（退役）、J.B.バートン大佐、リッキー・ギブス大佐。ブライアン・ロバーツ大佐。ショーン・マクファーランド大佐、ジェームズ・ヒッキー大佐、デビッド・サザーランド大佐、スティーブン・タウンゼント大佐、ジェームズ・クライダー中佐、ジェームズ・ダンリー中尉（退役）。
『The Surge：The Untold Story』はいくつかの賞にノミネートされ、2010年にはヒューストンで開催されたWorldFest映画祭で特別審査員賞を受賞した。また、ワシントンDCで開催されたGI映画祭において、ミリタリーチャンネルのドキュメンタリーシリーズで最高のドキュメンタリーとしても栄誉も勝ち取った。

### 中東安全保障プロジェクト
戦争研究所は2011年11月に中東安全保障プロジェクトを開始した。このプロジェクトは以下のことを目指している：ペルシャ湾とより広いアラブ世界から出現する国家安全保障の課題と機会を研究すること、米国と湾岸諸国がイランの増大する影響力の検証方法と、イランの核の野心によってもたらされる脅威を封じ込める方法を特定すること、最近の動乱によって引き起こされた中東内の勢力均衡の変化を説明し、これらの変化が現れたときに対処するための米国とアラブ諸国の反応を評価すること。プロジェクトは現在シリアとイランに焦点を当てており、リビア革命中に一連の報告書も作成した。

#### シリア
ISWは、バッシャール・アル＝アサド大統領への抵抗を次のような多くの報告書を通じて記録している。
- The Struggle for Syria in 2011（2011年のシリアの闘争）
- Syria's Armed Opposition（シリアの反政府武装勢力）
- Syria's Political Opposition（シリアの政治的反体制派）、本稿は上級アナリストのエリザベス・オバジーが執筆し、オバジーは後に学歴詐称で解雇された[31]。
- Syria's Maturing Insurgency（シリアの成熟する反乱）[要出典]

#### リビア
ISWは、2011年9月19日から同年12月6日までの間にムアンマル・アル＝カダフィ政権を打倒した紛争に関する4つの報告書を発表した。シリーズのタイトルは「The Libyan Revolution」（リビア革命）で、革命を最初から最後まで記録するために、各報告書では闘争のさまざまな段階に焦点を当てている。

#### イラン
中東安全保障プロジェクトは、イラン軍の状況と、イランがこの地域の近隣諸国に与える影響についての報告を発表した。これらの報告書には、American Enterprise Instituteと共同執筆した「Iran's Two Navies」（イランの二つの海軍）と「Iranian Influence in the Levant, Egypt, Iraq, and Afghanistan」（レバント、エジプト、イラク、アフガニスタンにおけるイランの影響）が含まれている。

## 評価
2022年のロシアのウクライナ侵攻に関するISWの地図は、ロイター、フィナンシャル・タイムズ、BBC、ガーディアン、ニューヨークタイムズ、ワシントンポスト、インデペンデントなどで再掲載されている。
一部の批評家は、ISWを「積極的な外交政策」を支持する「タカ派のワシントン」グループと説明している。The Nationとフォーリン・ポリシーの筆者はISWを「新保守派」と呼んでいる。
2013年、研究所の上級アナリスト、エリザベス・オバジーは、彼女が主張したジョージタウン大学の博士号を持っておらず、シリア政府の武力転覆を支持する米国を拠点とするグループ「シリア緊急タスクフォース」との提携を混乱させたことが明らかになった後、解雇された。シリアへの米国の軍事介入の可能性に関する米上院の公聴会において、研究所でのオバジーの研究が引用された後、この解雇は国内および国際的に報じられた。